# ペルー時間
ペルー時間は協定世界時を5時間遅らせた（UTC-5）標準時である。ペルーでは標準時は1つのみ採用されている。夏時間はない。そのため北半球冬期は中部標準時と、北半球夏期は東部標準時と同一の時間帯となる。

## IANA time zone database
tz databaseのzone.tabには、ペルーの標準時が1つ含まれている。
| 国コード | 座標        | TZ           | 注釈 | 協定世界時との差 | 夏時間 | 備考 |
| -------- | ----------- | ------------ | ---- | ---------------- | ------ | ---- |
| PE       | −1203−07703 | America/Lima |      | −05:00           | −05:00 |      |